# Darej III.
Darej III. (perzijsko داریوش, Dāriyūš,  starogrško starogrško Δαρεῖος, Dareios), rojen kot Artašata, je bil zadnji kralj perzijskega Ahemenidskega cesarstva, ki je vladal od leta 336 pr. n. št. do svoje smrti, * okoli 380 pr. n. št., Perzija, † julij 330 pr. n. št., Baktrija.
Atrašata je prihodu na prestol privzel dinastično ime Darej.
Njegovo cesarstvo je bilo nestabilno. Velike dele cesarstva, naseljene z nezadovoljnimi in uporniškimi podložniki, so upravljali zavistni in nezanesljivi satrapi, med njimi tudi Habaš v Egiptu.
Leta 344 pr. n. št. je Aleksander Veliki začel svojo invazijo na Perzijsko cesarstvo. Perzijce je porazil v številnih bitkah in leta 331 pr. n. št.  izropal in nato požgal njihovo prestolnico Perzepolis. Celo cesarstvo je prišlo pod njegovo oblast, Darej III. pa je pobegnil v Baktrijo. Aleksander se je zatem odločil, da ga bo zasledoval, vendar ga je pred njim ujel in ubil satrap Bes, ki je bil tudi njegov bratranec. 

## Prihod na prestol
| ini · V13 | r | w | M8 |

| ini · V13 | r | w | M8 |

| ini · V13 | r | w | M8 |

| ini · V13 | r | w | M8 |

| ini · V13 | r | w | M8 |

| ini · V13 | r | w | M8 |

| ini · V13 | r | w | M8 |

| ini · V13 | r | w | M8 |

| ini · V13 | r | w | M8 |

| ini · V13 | r | w | M8 |

| ini · V13 | r | w | M8 |

| ini · V13 | r | w | M8 |

| ini · V13 | r | w | M8 |

| ini · V13 | r | w | M8 |

| ini · V13 | r | w | M8 |

| ini · V13 | r | w | M8 |

Artašata je bil sin Arzama in Sisigambis, hčerke Artakserksa II. Mnemona. Proslavil se je v vojnah proti Kadusom iz zahodega Irana, v katerih je bil ves čas kraljev kurir.  Pred tem je bil satrap Armenije. Ko je Arz zasedel vladarski položaj, je bil Artašata s položaja satrapa morda premeščen v poštno službo, ker se zatem omenja kot eden od kraljevih prijateljev.
Po smrti Artakserksa III. in Arza je Darej, star 43 let, leta 336 pr. n. št. zasedel perzijski prestol. Grški viri (Diodor Sicilski) poročajo, da ga je na ta položaj instaliral vezir Bagoj, ki je zastrupil kralja Artakserksa in zatem njegove sinove, med njimi tudi prestolonaslednika Arza. Zapis na glinasti tablici, ki jo hrani Britanski muzej, kaže, da je Artakserks umrl naravne smrti. Artašata je privzel vladarsko ime Darej III. in hitro zavladal  neodvisno od svojega morilskega dobrotnika. Ko je Bagoj spoznal, da ga ne more obvladovati, je poskušal zastrupiti tudi njega, vendar ga je Darej prisilil, da sam popije strup. Darej je imel v primerjavi s predhodniki zelo malo vladarskih izkušenj in ambicij, da bi vladal. Bil je zelo povprečen vladar brez talentov in lastnosti, ki bi jih tako obsežno cesarstvo potrebovalo v obdobju krize.

## Vojna z Grki

### Pohod Filipa II. Makedonskega
Filip II. Makedonski je kot hegemon Korintske zveze leta 336 pr. n. št. dobil njeno  odobritev, da začne povračilno sveto vojno proti  Perzijcem, ker so več kot stoletje pred tem v drugi perzijski vojni oskrunili in požgali atenska svetišča. V Malo Azijo je poslal predhodnico pod poveljstvom generalov Parmeniona  in Atala z nalogo, da osvobodita Grke, ki so živeli pod perzijsko oblastjo. Ko sta generala osvojila grška mesta od Troje do reke Meander, so Filipa ubili. Pohod v Mali Aziji je bil ustavljen, dokler ni njegov naslednik utrdil svoje oblasti v Makedoniji in Grčiji.  

### Pohod Aleksandra Makedonskega
Spomladi leta 334 pr. n. št. je Filipov naslednik Aleksander, ki je bil pred tem potrjen za hegemona Korintske zveze, napadel Malo Azijo na čelu vojske makedonskih in grških vojakov. Invaziji, ki je označila začetek Aleksandrovih vojn, je skoraj takoj sledila zmaga nad Perzijci v bitki pri Graniku. Darej se bitke ni udeležil, ker je domneval, da bodo njegovo prodiranje zlahka ustavili maloazijski satrapi. V prejšnjem napadu na Malo Azijo, ki ga je izvedel spartanski kralj Agezilaj II., so napadalca ustavili s podpihovanjem upora v Grčiji. Darej je tudi tokrat poskušal uporabiti enako strategijo in spodbujal upor Spartancev proti Makedoncem. Upor Spartancev se je končal z njihovim porazom v bitki pri Megapolisu.
Darej osebno se je z Aleksandrovo vojsko prvič spopadel šele v bitki pri Isu leta 333 pr. n. št., se pravi leto in pol po bitki pri Graniku. Njegova vojska je bila najmanj dvakrat večja od Aleksandrove, a je bila kljub temu obkoljena, poražena in prisiljena na beg. Darej je pobegnil z bojišča in na begu izgubil svoj bojni voz, lok in kraljeva oblačila, ki jih je kasneje našel Aleksander. Grški viri, med njimi Diodor Sicilski v Knjižnici zgodovine in Justin v Epitoma Historiarum Philippicarum, opisujejo, da je Darej ves prestrašen pobegnil z bojišča pri Isu in kasneje pri Gavgameli, čeprav je obakrat poveljeval zelo močni vojski. V bitki pri Isu je Aleksandra celo presenetil in bi ga zlahka porazil. Darej je v bitki pri Gavgameli pobegnil tako hitro, da je Aleksander zavzel njegov glavni stan in ujel njegovo družino. Darej je Aleksandra večkrat pisno prosil, naj mu jo vrne, Aleksander pa je prošnjo zavrnil, dokler ga Darej ne prizna za novega perzijskega vladarja.
Tudi v bitki pri Gavgameli leta 331 pr. n. št. so bile okoliščine bolj naklonjene Dareju kot Aleksandru. Imel je veliko in na bojišču pravilno organizirano vojsko. Podpirale so ga vojske več satrapov, bojišče pa je bilo popolnoma ravno in zato zelo primerno za bojne vozove. Darej in njegovi izkušeni poveljniki so, še preden je bil znan izid bitke, ponovno pobegnili z bojišča in največja do takrat zbrana armada je razpadla. Perzijske izgube so bile izredno velike. Darej je tokrat pobegnil v Ekbatano in poskušal zbrati tretjo vojsko, Aleksander pa je medtem osvojil Babilon, Suso in perzijsko prestolnico Perzepolis. Darej je baje Aleksandru večkrat ponudil vse svoje ozemlje zahodno od Evfrata v zameno za mir, Aleksander pa je po nasvetu svojih poveljnikov ponudbo vsakokrat zavrnil. Aleksander se je po zasedbi Perzepolisa odločil, da bo Dareja zasledoval v Baktrijo.

### Beg, aretacija in smrt
Dareju je po porazu pri Gavgameli uspelo zbrati vojsko, ki po velikosti ni bila primerljiva s prejšnjo, delno zato, ker je poraz spodkopal njegovo avtoriteto, delno pa zaradi Aleksandrove liberalne politike. V Babiloniji in Perzisu, na primer, je ponudil sprejemljivo alternativo perzijske politike, ki se je od Kira Velikega in njegovega valja do Dareja III. zelo spremenila.
Ko je Darej v Ekbatani izvedel, da se mu približuje Aleksandrova vojska, se je odločil za beg v Baktrijo, kjer bi lahko na bolj ravnih terenih bolje izkoristil svojo konjenico in najemnike. Vojsko je povedel skozi Kaspijska vrata, glavni prehod skozi gore, ki bi lahko upočasnile vojsko zasledovalcev. Perzijska vojska je zaradi stalnega strahu pred Aleksandrovim napadom postajala vedno bolj demoralizirana. Vedno več vojakov je dezertiralo, zato sta satrap Bes in poveljnik dvorne straže Nabarzan izvedla državni udar. Prevratnika sta Dareju predlagala, naj se vojska reorganizira pod Besovim poveljstvom, po zmagi nad Aleksandrom pa bi oblast ponovno prevzel on. Darej tega načrta očitno ni sprejel, zato sta si zarotnika še bolj prizadevala odstaviti svojega neuspešnega kralja. Grški najemnik Patron je poskušal prepričati Dareja, naj za svojo telesno stražo namesto Perzijcev vzame grške najemnike, toda Darej ponudbe iz političnih razlogov ni sprejel. Bes in Nabarzan sta Dareja nazadnje zvezala in ga vrgla na voz z volovsko vprego. Po Cortiusovi Aleksandrovi zgodovini je takrat prišel Aleksander z manjšo skupino vojakov in med perzijskomi vojaki povzročil paniko, kar je spodbudilo Besa in še dva druga zarotnika, Satibarzana in Barzenta, da so s kopji prebodli kralja in ga pustili umreti.
Umirajočega ali mrtvega Dareja je kmalu zatem našel makedonski vojak. Aleksander je bil zaradi njegove smrti razočaran, ker ga je želel ujeti živega. Z Darejevega prsta je snel njegov pečatni prstan in njegovo truplo poslal v Perzepolis, kjer so ga slavnostno pokopali. Njegovega groba še niso odkrili. Aleksander se je leta 324 pr. n. št. v Susi poročil z Darejevo hčerko Stateiro. 
Po Darejevem porazu in pokopu je Aleksandrova vladavina v Perziji postala uradna. Nekateri zgodovinarji zato na Dareja gledajo kot na strahopetnega in neučinkovitega vladarja. Po Darejevem umoru je Bes privzel kraljevsko ime Artaksarks V. in se začel naslavljati kralj Azije. Aleksander ga je kasneje ujel, mučil in usmrtil.

## Vir
- Prevas, John. Envy of the Gods: Alexander the Great's Ill-Fated Journey across Asia. Da Capo Press, 2004.

| Darej III. Ahemenidska dinastijaRojen: okoli 380 pr. n. št. Umrl: 330 pr. n. št. |                                               |                              |
| Predhodnik: Artakserks IV. Arz                                                   | Kralj Perzije 336 pr. n. št. – 330 pr. n. št. | Naslednik: Artakserks V. Bes |
| Predhodnik: Artakserks IV. Arz                                                   | Faraon Egipta 336 pr. n. št. – 330 pr. n. št. | Naslednik: Artakserks V. Bes |